# Кумыкская плоскость
Кумыкская плоскость (позже Терско-Сулакское междуречье, Засулакская Кумыкия и Кумыкская равнина; кум. Къумукъ тюз) — историко-географический термин для обозначения области в северо-восточном Предкавказье, в междуречье рек Терек и Сулак. В географическом отношении является частью Терско-Сулакской низменности. В историко-культурном плане территория Кумыкской плоскости входит в историко-географический регион Кумыкия под названием Засулакская Кумыкия. На территории Кумыкской плоскости располагались три кумыкских княжества — Эндиреевское, Аксаевское и Костековское.

## География
Границами Кумыкской плоскости являются: на севере и северо-западе — река Терек, на востоке — берег Каспийского моря, на юго-востоке — река Сулак, на юге — подошва нижних отрогов Андийского хребта, Салатавские и Ауховские горы, на западе — вначале р. Аксай, потом черта, отделяющая земли чеченских селений Энгель-юрта и Азамат-юрта от земель кумыкских селений, и далее река Терек.

## История

### Древний период
До расселения тюркоязычных племен территории Прикаспия в регионе проживали ираноязычные племена.
Большая часть Каспийского побережья контролировалась аорсами
В 50—70-е годы XX века на территории плоскости проводилась работа по выявлению и исследованию археологических памятников. Всего было выявлено порядка 40 памятников, наиболее крупные и изученные из них это Андрейаульское, Верхне-Чирюртовское и Новокулинское городища. Для всех памятников характерна единая культура — серолощенной керамики. Общая стратиграфия памятников говорит о едином процессе исторического развития населения этого региона в I—IX веках. В VII—VIII веках культура серолощенной керамики проникает на юг и встречается в памятниках от Сулака до Дербента (в частности она обнаружена в Таркинском, Карабудахкентском и Буйнакском городищах). Носителями были гунны, булгары, савиры и другие племена Хазарского Каганата. К середине VII века здесь сложился Хазарский каганат.
В конце VIII в начале IX века в результате арабо-хазарских войн большинство поселений в регионе были разрушены и основная масса хазар с подвластными народами (барсилы, беленджерцы, савиры, булгары, аланы и др.) перемещается на Волгу. В 1966 году А. В. Гадло изучавший Новокулинское городище зафиксировала три хронологических периода его развития, что, по его мнению, связано с тремя ведущими этническими группами доминировавшими на Северо-Восточном Кавказе на протяжении 1-го тысячелетия. Первый, позднесарматский период, связан с проникновением на эти территории ираноязычного степного населения. Второй период связан с савирами господствовавшими на Прикаспийской низменности до аваро-тюркского вторжения (середина VI века). В третий период, с середины VII века, савиров сменяют хазары.
Античные писатели Плиний Старший и Дионисий Периегет упоминали на рассматриваемых территориях народы «камак», «комар», «камарит», которые в отечественном и зарубежной историко-этнологической литературе нередко признаются предками современных кумыков.
Аббас-Кули-ага Бакиханов писал по этому поводу следующее:
Кумук, по показанию Птолемея, есть остаток народа Кам, или Камак, от имени которого получили название и принадлежащие ему земли.
В раннем средневековье данная область входила в состав Хазарского каганата. Кроме хазар её населяли гунны; позже сюда заселяются тюмены, гюены и другие тюркские племена. Часть исследователей считают гюенов потомками гуннов, создавших в прикаспийском Дагестане свое царство. Тюмены выводили себя из кочевников-ногайцев.
Кумыкская плоскость является исторической областью формирования и развития кумыкского народа — потомков хазар и тюркских племён.
В хронике «Зафар-наме» персидского автора Низам ад-Дин Шами, придворного историка Тамерлана, содержатся сведения об области, читаемой в разных списках как «область Мамукту» или «область кумуков». Это упоминание кумыков относится к XV веку. в результате многочисленных нашествий монголо-татар, войн между Золотой Ордой и Ильханидами, ареной для которых служила Кумыкская плоскость, она подверглась сильному опустошению.

### XVI—XVIII века.
Вплоть до XVII века на территории области существовали различные кумыкские княжества и шамхальства — Тарковское, Эндиреевское, Костекское, Аксаевское, Тюменское и др. В середине XVI века на Качкалыкском хребте появляются первые поселения казаков — впоследствии получившие наименования «гребенских». В 60-е годы XVII века под защиту Тарковского шамхала Будая на реке Аграхань поселяются донские казаки-старообрядцы. Позже их поселения пополняются кумскими казаками.
С конца XVI века все княжества неоднократно находились под протекторатом России. А окончательное присоединение этих земель к России было закреплено Гюлистанским мирным договором 1813 года. В конце XVIII века на севере области появляются первые кочевые станы ногайцев, вытесненных из причерноморских и донских степей.
Н. Дубровин в 1871 году отмечает, что трудно определить, каким племенем до прихода кумыков была занята Кумыкская плоскость, но, с некоторою вероятностью, можно предполагать, что коренные обитатели её соединялись уже в одно общество и составляли один народ. Заселение плоскости между Тереком и Сулаком произошло от выходцев из шамхальства, которые, перемешавшись, в свою очередь, с выходцами из Кабарды и с гор, составили тот народ, который мы, по преимуществу, называем кумыками.
Некоторые сведения, ссылаясь на многочисленные местные предания, приводит российский историк-востоковед, кавказовед, археограф, археолог Адольф Берже. Берже отмечает, что чеченцы впервые появились на равнине не ранее конца 16 века или начала 17 века. После ухода с равнин калмыков кумыкскими Берже назвал земли за рекой Мичик и Качкалыковским хребтом: «Но Чеченцам не давала покою врожденная им страсть к удовольству; они стали делать набеги, на соседей: к Кумыкам за Мичик, в Малую Кабарду за Сунжу и за Терек, — словом, стали грозою других племен, забирая везде добычу и пленных».
Согласно другому преданию, которое приводит А. П. Берже (1828—1886), чеченцы просили дать им правителя у Шамхала Тарковского, тот просьбу выполнил, и отправил им либо Султа-Мотти (Солтан-Мута), либо Али-бека который поселился в Старом Аксае. В предании сказано, что таким образом кумыки впервые появились во владениях чеченских с правом пользоваться землёй только по одну (правую) сторону Аксая и чеченцы взяли с них слово никогда не переправляться через эту реку, однако, впоследствии, «Кумыки постепенно и исподволь завладели Чеченскою плоскостью, отчего она и носит теперь название Кумыкской». При этом Берже отмечает мифический характер легенды и то что «туземцы» действительно Кумыкской плоскостью считают только пространство между Сулаком и Аксаем, а от левого берега Аксая плоскость называют Качкалыковской.
В другом сборнике А. П. Берже, ссылаясь на русские источники второй половины XVIII века пишет, что первые чеченцы поселившиеся на землях ими обитаемых были выходцами из гор. До 1770 годов их численность была малолюдной. Являлись зависимы или под управлением кумыкских князей, которые в свою очередь выделяли им земли. Адаптировавшись к новым землям, выделенных им кумыкскими князьями, чеченцы продолжили своё переселения. Увеличившись со временем численно, в том числе и из числа «беглых, и из числа преступников», данное пополнение дало им средство уклониться от зависимости кумыков и присвоить их землю.
Якоб Штелин упоминает владетелей местности слияния Сунжи и Терека — князя «Такмазова» и его братьев — являвшихся князьями Брагунского владения.
Ряд других авторов указывают на то, что появление чеченцев на равнине следует относить к XVI веку, а то и к середине XVIII века. Е. Максимов отмечал, что поскольку в сказаниях времён Чингисхана и Мамая о такой народности как нохчо нет, вероятнее всего, они появились в Чечне не ранее XIV века.
Чеченский исследователь И. А. Арсаханов считал, что гидронимия и топонимия среднего течения междуречья Аксая, Ярык-Су и Акташа, где поселились аккинцы (ауховцы), является свидетельством тому, что до их поселения в этой местности там жили кумыки.
Таким образом, с середины XVIII века территория плоскости становится полем постепенного расселения чеченцев, но тем не менее, ещё в 1877—1878 Ковалевский отмечал, что естественной границей Кумыкской плоскости и владений кумыков являлся Качкалыковский хребет.

### XIX век
И. Ф. Бларамберг (1800—1878) писал о населении плоскости следующее:

«Территория кумыков расположена между реками Терек, Аксай, Койсу и Каспийским морем, являющимся её восточной границей. К северу она отделяется от района Кизляр болотами в нижнем течении Терека; на западе она расположена на обоих берегах нижнего течения Аксая до крепости Амир-Аджи-юрт, расположенной на правом берегу Терека; на юге она граничит с Дагестаном и районами, занятыми салатавцами, ауховцами и качкалыкцами. Южный рукав реки Сулак, называемый „Куру-Койсу“ (Сухая Койсу), отделяет кумыков от территории таркийских шамхалов. Наибольшая протяжённость территории кумыков с запада на восток, от крепости Амир-Аджи-юрт до мыса Аграхан, составляет 120 верст; с севера на юг, от древнего Терека (имеется в виду старое русло) до Сулака, — 60 верст, что составляет общую площадь в 7200 квадратных верст. Когда-то Гудермес был западной границей территории кумыков, он впадает в Сунжу пятнадцатью верстами выше места её впадения в Терек. Но когда чеченцы спустились со своих гор, кумыкские ханы поселили часть из них на своей территории у подножия отрогов Кавказа, между Сунжей и Аксаем. Чеченцы, обосновавшиеся гам на определённых условиях, стали называться качкалыками (шесть деревень). Затем, с приходом новых соплеменников, их численность увеличилась, и хотя кумыкские ханы до сих пор считают их своими вассалами, на самом деле качкалыки, воспользовавшись позже ослаблением кумыкских ханов, вернули себе независимость. Таким образом, вся территория между Гудермесом и крепостью Амир-Аджи-юрт может рассматриваться как составная часть территории, занятой племенами чеченцев.»

Границей Кумыкского владения и Чечни Берже назвал Качкалыковский хребет.
Рост чеченского населения в Кумыкском владении был вызван поощрением беглецов из имамата Шамила, которых военная администрация поощряла земельными наделами на Кумыкской плоскости.
Так, в селения Баммат-Юрт и КазакМурза-Юрт по распоряжению генерал-майора А. И. Барятинского стали селить беглецов из таких чеченских селений Имамата, как Ойсунгур, Умахан-Юрт и Хан-Киши-Юрт
В 1895 году Семёнов утверждал, что в жителях Эндирея и всех мелких аулов самого верхнего пояса плоскости, населённых преимуществу отпрысками чеченского племени, явно проявляется черты характера их родичей — чеченцев.
Российский офицер, географ и этнограф Густав Гербер (1690—1734), в 1728 году составивший карту Каспийского побережья, писал о том, что чеченцы, которые «теперь говорят по-татарски», прежде были расселены до Каспийского моря под властью шамхала. Эту версию подтвердили в 1785 году историк Михаил Чулков и в 1800 году генерал Богдан Кнорринг.
Густав Гербер писал, что чеченцы расселялись возле гор недалеко от Эндери и до Каспийского моря, но с пришествием на эти земли казаков их численность уменьшилась, так как часть скрылась в горах, а часть ушла в Персию (современный Иран).

#### Аух и Качкалык
По сообщениям А. М. Буцковского часть Кумыкской плоскости Аух также являлся кумыцкой землёй, заселённой чеченцами, которые «кумыкам дань платят баранами и в обязанности давать вспомогательных воинов»:
В 1732 году комендант крепости Кизляр А. И. Ахвердов сообщает, что «по правому берегу Терека, расстоянием от реки в поле в 20-ти, 18, 15, 13 верстах выведенные с давних времен аксаевскими владельцами и поселенные в теперешних местах под особым названием Алты Качилык». Переселение качкалыковцев (одно из чеченских обществ) аксайскими князьями на равнину так же подтверждает С. М. Броневский (1763—1830). Переселенцы обязаны были платить князьям ежегодную подать, поголовным сбором выходить на один день на княжеские поля для полевых работ, давать по овце со двора и выставлять по воину с семьи. В 1812 году А. М. Буцковский отмечает, что

Сии качкалыки, размножились приходом многих новых чеченцев, хотя и ныне аксаевцами почитаемы за их подвластных, но, пользуясь послаблением сих владельцев, вышли из всякого послушания, овладев всем участком между реками Гуйдюрмезом и левым берегом Аксая, так что оной ныне уже к области Чеченской причислить должно

### Кавказская война и последствия
С начала Кавказской войны (1817—1818 гг) плоскость становится ареной военных действий между горскими племенами и царской армией. В годы войны за сопротивление царским войскам была сожжена значительная часть аулов, принадлежавших князьям или узденям Кумыкии — Лак-лак-юрт, Генже-аул, Карлан-юрт, Гуен-отар, Сала-отар, Кочкар-юрт, Хасавюрт, Бамат-юрт, Бал-юрт, Баметбек-юрт, Казакмурза-юрт, Имангул-юрт, Баба-юрт, Нуракай-юрт, Танай-юрт, Азамат-юрт, Умахан-юрт, Азамат-Юрт, Бал-юрт, Бамматбекюрт, Бамматюрт, Старый Аксай, Донат-юрт, Кочкар-юрт и др. Так же в период Кавказской войны практиковалось переселение непокорных чеченских аулов на плоскость для облегчения контроля за ними, что ещё больше увеличило чеченское население на ней. В 1846 году для защиты кумыкских владений от горских набегов возводится крепость Хасавюрт (впоследствии слобода).

«На правомъ флангѣ сей линіи есть отдѣльная кр. Налчикъ, въ землѣ большой Кабарды, а на лѣвомъ также отдѣльныя крѣпости: Внезапная и Эндери въ землѣ Чеченской».

Во время Кавказской войны одним из идеологов колонизации Кумыкской плоскости был наместник Кавказа Воронцов. Как приводит кавказовед Покровский:
Рассматривая вопрос о дальнейших действиях, Воронцов намечал целую систему мероприятий, куда входили и переселение чеченцев, и истребление полей, и экономическое давление. По его собственным словам он постоянно обращался за советами к Бате. "Мы много говорили о колонизации чеченцев за Качкалыком. Я окончательно убедился в громадной важности этой меры. Мне кажется совершенно ясным, что кумыки не имеют никакого права на те земли, которыми мы хотим располагать, начиная с треугольника между Герзель аулом, Умахан юртом, и Амир Аджи юртом, далее до Аксая. Я просил Бату настоятельно твердить жителям северной части Большой Чечни, что мы им не позволим ни сеять, ни косить, если они не изъявят покорность на месте и не перейдут за Качкалык. Мы говорили с Батой ещё о двух вещах.
В 1860 году образуется Терская область, включившая в себя и Кумыкскую плоскость (на её территории образуется Кумыкский округ, преобразованный в 1871 году в Хасавюртовский). С начала 90-х годов XIX века по 1917 год плоскость становится территорией колонизации и хозяйственного освоения переселенцами из центральных губерний империи. В этот период было образовано множество русских, украинских, немецких, молдавских сёл, колоний, хуторов и экономий — Ново-Владимировка, Ново-Георгиевское, Колюбакинское, Романовка, Евгениевка, Эйгенгейм и др. С началом гражданской войны, а особенно после чеченского рейда в январе 1918 года, большая часть пришлого населения покинула регион, а сёла были сожжены и разрушены. По окончании гражданской войны им так и не было разрешено вернуться назад. Покинутые сёла заселяются кумыками и чеченцами из соседних сёл.
В 3-й четверти XIX века, основными населёнными пунктами на плоскости были Аксай, Костек и Казиюрт, кроме того существовало множество мелких «деревушек» принадлежащих аксайским, андреевским и костекским князьям и первоначально заселенный их крепостными людьми. Села Баташ-юрт и Байрам-аул были населены выходцами из Кабарды. А несколько населённых пунктов на севере плоскости и вдоль Терека, на землях аксаевского князя были заселены чеченцами, выходцами из Мичика и Качкалыка, как отмечает автор поселены они были очень недавно. Кроме того проживало до 7000 душ кумыкских ногайцев, делившихся на два кочевья Костековское и Яхсайсаевское и плативших дань за пользование землей кумыкским князьям.
Ермоловым в 1818 году все чеченцы проживающие в сёлах Османюрт, Караагач, Байрамаул, Касав-Аул, Генжа-Аул, Баша-Бек-Юрт и Казах-Мирза-Юрт под конвоем были изгнаны. Кумыкская плоскость, за несколько дней была совершенно очищена от чеченцев.
С окончанием Кавказской войны, 30 декабря 1869 располагавшийся на Кумыкской плоскости Кумыкский округ Терской области (Северная, Засулакская Кумыкия) был упразднён и переименован в Хасавюртовский округ. Уже в конце 70-х годов вся южная часть Хасавюртовского округа, от Герзель-аула до Эндирея, была заселена чеченцами. С 1870 по 1877 году количество чеченцев в регионе увеличилось с 5912 ауховцев до 14 тысяч чеченцев и продолжило возрастать до 18 128 в 1897 году.

### Советское время
На основании секретных постановлении ГКО № 827 «О переселении немцев из Дагестанской и Чечено-Ингушской АССР» от 22 октября 1941 года и № 5073 «О выселении чеченцев и ингушей в Казахскую и Киргизскую ССР» с территории плоскости было выслано все немецкое и чеченское население. После реабилитации чеченцев и возвращения их на родину на плоскость начинают переселять аварское и даргинское население, ранее переселенное в Чечню. Кроме того, строится несколько сёл (Новосельское, Заречное и др.) для чеченцев, которым было запрещено селиться в Новолакском районе, поэтому многие из молодых представителей народности «успели уже утратить свой природный язык».

## Исторические фальсификации
Во второй половине XX века в так называемой компилированной Адильсултановым «Аккинской хронике» выдвигается теория о том, что в Терско-Сулакском междуречье, то есть на Кумыкской равнине до прихода Солтан-Мута «не было ни души», а потому «место не имело хозяина и принадлежало Богу. Переселенцы с благоговением приняли от Бога эти места по праву первого завладения».
Однако, множество источников того времени, в том числе и российских, говорят о несостоятельности таких утверждений. Например, после завоевания Астрахани Иваном Грозным в русских источниках упоминается принявший в 1558 году подданство России «шевкал Тюмени» Агим (Агиш), и ставший после него в 1559 году «шевкалом» «тюменский князь Токлуй», а после Токлуя в 1569 г. — его племянник, тюменский князь Тюгень Атяков (Туган Айтеков). Данные события происходили на территории Тюменского княжества, локализуемого, в том числе, и на части Кумыкской плоскости. Последним правящим тюменским бием был Солтанай. В 1588 году стрельцы заложили на речке Тюменке (ныне Старый Терек) крепость Терки. По сути это была открытая аннексия Тюмени Российским государством. Содействие русским воеводам и казакам в захвате Тюмени оказал кабардинский князь Джанклиш (Канклыч) Черкасский из рода Идаровых. Событие это, пусть и не столь масштабное и яркое, вместе с тем, по своим последствиям, стоит в одном ряду с падением Казани, Астрахани и Сибири. Кумыкский шамхал намеревался оказать помощь Салтанаю и начал собирать к походу северо-кавказских феодалов, однако в дело вмешался двоюродный брат Джанклиша, Мамстрюк Черкасский и воспрепятствовал их объединённым действиям. После же на Кумыкской плоскости происходили события, связанные с именем народного героя многих кавказских народов, кумыкского шамхала Солтан-Мута, упоминавшегося выше. Кульминацией данного периода был Поход Бутурлина в Дагестан, в процессе которого было сожжено множество кумыкских селений, включая Эндирей, и окончившийся поражением царских войск в Караманской битве. Таким образом, речь может идти только о частичном истреблении кумыкского и другого населения на полной жизни территории, но не полном запустении.
Кроме того, майор Властов в статье «Война в Большой Чечне» от 1856 года, напечатанной Военной Типографией Российской Империи, анализируя этнографические данные Терско-Сулакского междуречья, религиозную периодизацию, предания чеченцев и исторические данные, заключил, что легенды о «передаче чеченцами земель по ту сторону Аксая кумыкам, пришедшим судьями по приглашению» есть «рассказ, выдуманный народной гордостью». Также он привёл выводы, что «кумыки были древнейшими обитателями большой плоскости между Сулаком и Тереком, а чеченцы поселились на землях им принадлежавших в виде арендаторов, или, быть может, что Калмыцкий Хан Аюка, бывший здесь с полчищами в начале 18-го века, нашёл в чеченцах союзников, а по удалении его, Кумыки отомстили слабымъ чеченцамъ, покорив их и наложив подать. — Къ тому же времени относится и принятие ими ислама, хотя не по влиянию Калмыков, которые до сих пор буддисты.»
Известный российский этнолог и антрополог В. А. Шнирельман в одной из своих работ рассматривает «мифическую» концепцию, согласно которой Терско-Сулакское междуречье является неотъемлемой частью древних чеченских земель. Эта концепция легла в основу стремлений Чечни к территориальной экспансии на территорию Дагестана с целью получения выхода к Каспийскому морю. Концепция начала складываться во 2-й половине 1980-х годов когда некоторые чеченские историки начали пересматривать историю заселения чеченцами-акинцами дагестанских земель. С этого времени у чеченских историков наблюдалось стремление удревнить дату начала переселения на равнину (официально признанная — вторая половина XVI века) и преувеличить роль своих предков в местной средневековой истории. Первым на этот путь встал Х. А. Хизриев утверждавший, что вайнахи проживали на данной территории ещё в раннем средневековье. Ссылался он при этом на археолога А. В. Гадло и его работу по раскопкам городища «Хазар-Кала». Но при рассмотрении этой работы выяснилось, что Гадло в своей работе о вайнахах даже не упоминал, а речь в ней идет о позднесарматском ираноязычном населении, которое в 500-е годы н. э. сменилось тюркскими кочевниками. Затем историк Я. З. Ахмадов принялся преувеличивать политическую роль чеченцев на северо-западе Дагестана, при этом его взгляды со временем менялись от умеренных когда он признавал Эндиреевское княжество кумыкским владением с оговоркой, что в войске князя Султан-Мута были вайнахи и что чеченцы составляли часть подвластного ему населения, но позже он уже заявлял, что до появления Султан-Мута вся земля от «Дарьяла до Дербента» принадлежала вайнахскому князю Ших-Мурзе Окоцкому. В начале 1990-х годов А. Адилсултанов обнародовал некую «хронику-рукопись Ибрагимова-Магомедова» якобы хранившуюся у местного акинского населения. Некритически используя данные археологии и весьма неопределенные сообщения античных авторов, он пытался доказать, что предки вайнахов обитали на плоскости с глубочайшей древности. Иные подходы он отметал как искажающие историческую действительность по идеологическим причинам. Ссылаясь на «хронику-рукопись» он доказывал, что в XVI—XVIII вв. чеченцы занимали всю северную часть Дагестана вплоть до Каспийского моря, где использовали рыболовецкие угодья о. Чечень. И если Ахмадов ещё допускал двухкомпонентный кумыкско-чеченский состав населения Окоцкой земли, то Адилсултанов кумыков не упоминал вовсе и «рисовал» сообщество чеченцев одним из могущественных политических образований в позднесредневековом Дагестане. Эта версия «истории» принята в качестве достоверно установленного факта в официальных изданиях и обобщающих трудах чеченских историков. Под эту версию истории переиздаются книги, так дважды уже после смерти автора, был переиздан труд чеченского краеведа А. Сулейманова «Топонимия Чечено-Ингушетии» — под названием «Топонимия Чечни» который был «дополнен территорией Терско-Сулакского междуречья» отсутствующей в первом авторском издании. В преамбуле к главе о «территорией Терско-Сулакского междуречья», говорится, что она написана по полевым материалам И. Исмаилова и А. Адилсултанова.

## Население
Кумыкская плоскость — наиболее заселённая часть Дагестана. В настоящее время Кумыкская плоскость — многонациональный регион. На этой территории чересполосно расположены населённые пункты, в которых проживают кумыки, аварцы, чеченцы, лезгины, даргинцы, лакцы и др. 
Во всех аулах Кумыкской плоскости между Сулаком и Тереком в 1867 г. проживало около 1000 кавказских евреев, к 1900 году их число возросло до 1200 человек.